# Lanterna volante

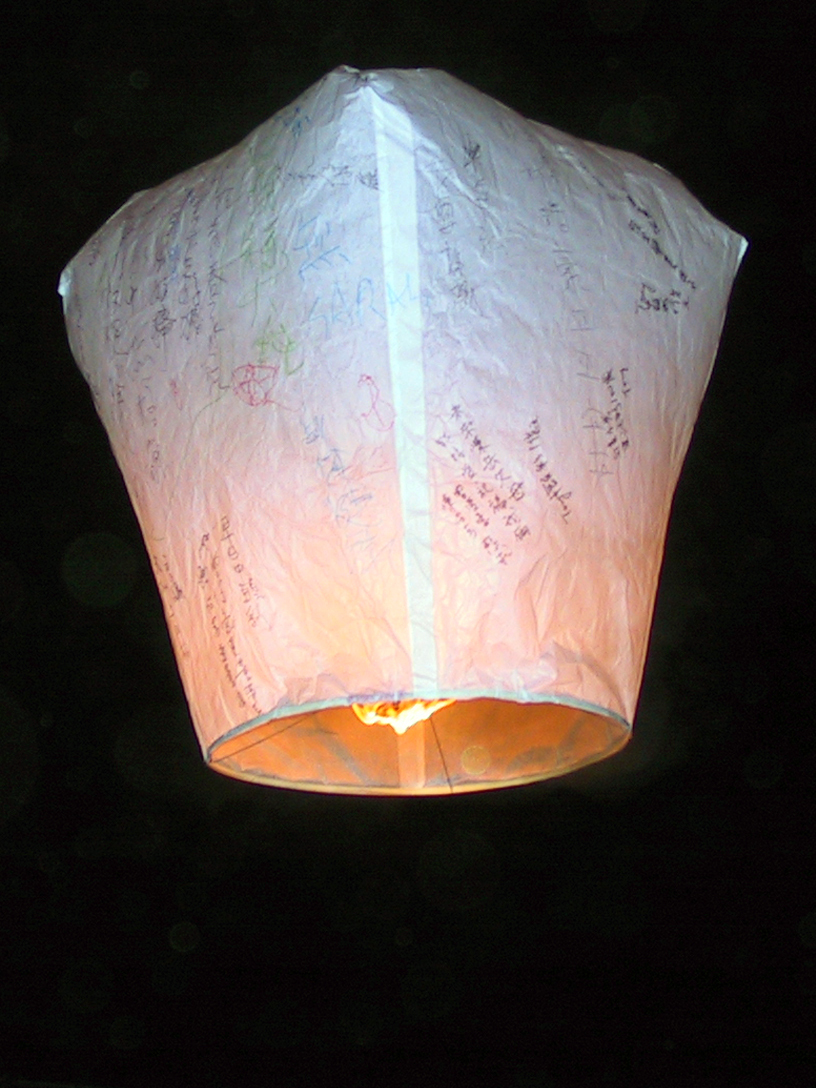
Lanterna volante cinese, modello moderno

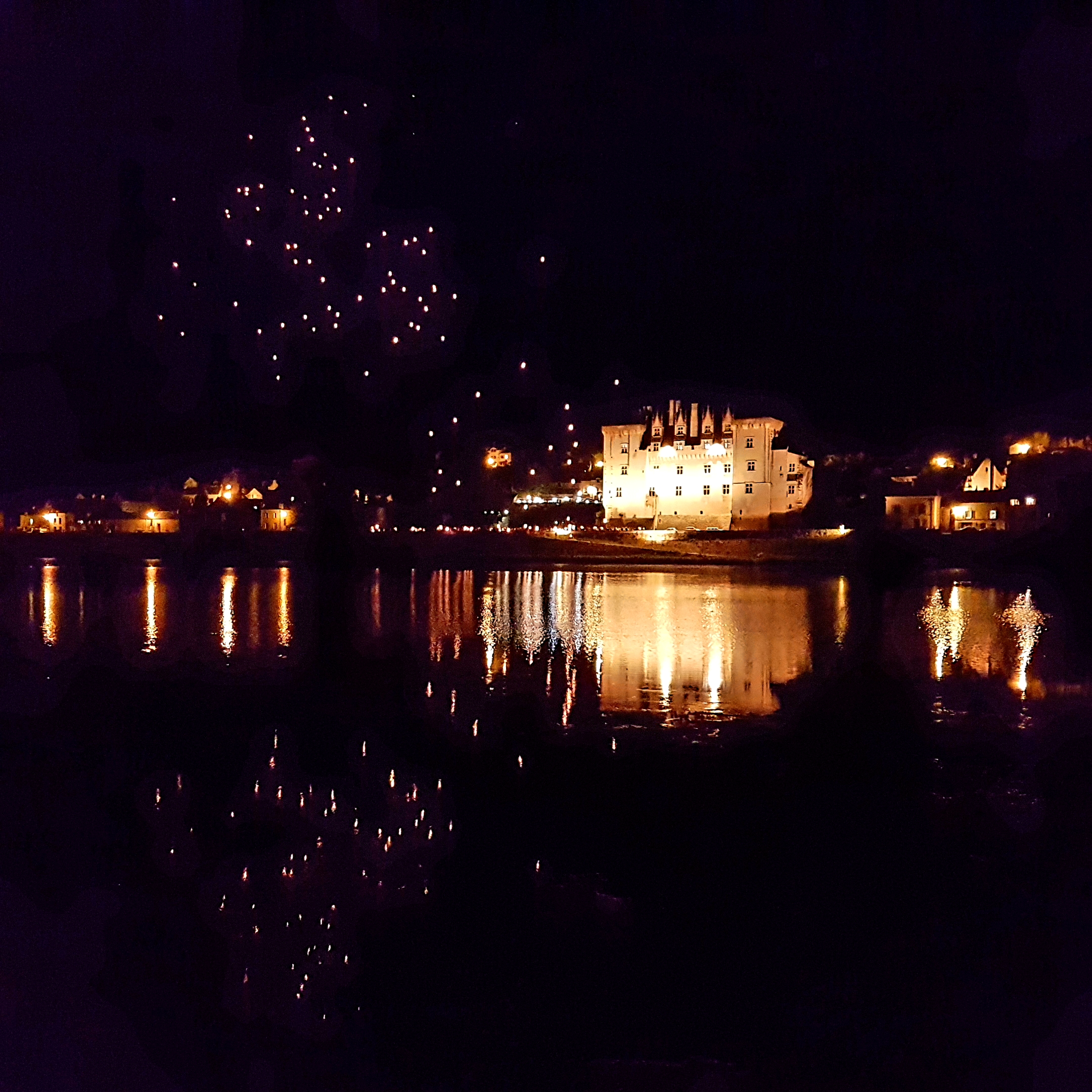
Lanterne Volanti, Castello di Montsoreau, Valle della Loira, Francia

La lanterna volante, detta anche mongolfiera di carta o lanterna Kongming (cinese semplificato: 天灯; cinese tradizionale: 天燈; pinyin: tiān dēng o cinese semplificato: 孔明灯; cinese tradizionale: 孔明燈; pinyin: kǒngmíng dēng;Thai=โคมลอย) è una lanterna di carta, tradizionalmente originaria delle culture dell'Estremo Oriente. Venne ideata circa duemila anni fa.

## Funzionamento
Utilizza lo stesso principio della mongolfiera e viene realizzata con un corpo di carta appoggiato su una struttura rigida al cui interno viene posta una fonte di calore in cera combustibile. Quando viene accesa la fiamma, il calore scalda l'aria all'interno diminuendone la densità. Di conseguenza l'oggetto si alza in volo. La lanterna rimane in volo finché la fiamma rimane accesa, dopo che plana lentamente sul suolo. 

## Storia
In base alle credenze popolari cinesi, la lanterna Kongming (孔|明|灯) viene considerata il primo pallone ad aria calda e si presume sia stato inventato dal pensatore e stratega militare Zhuge Liang il cui nome cerimoniale era Kongming. Furono sviluppate all'inizio del III secolo a.C. come palloni di segnalazione o, si rivendica, come primi esempi di palloni frenati spia per uso bellico. In alternativa, il nome potrebbe derivare dalla somiglianza della lanterna con il cappello con il quale Kongming veniva tradizionalmente raffigurato.
Con il nome "lanterna del cielo" vengono anche indicati oggetti moderni realizzati con materiali più evoluti e il termine venne adottato anche per indicare i palloni incendiari utilizzati durante la seconda guerra mondiale dai giapponesi con il proposito di incendiare le foreste del continente americano.

## Sicurezza

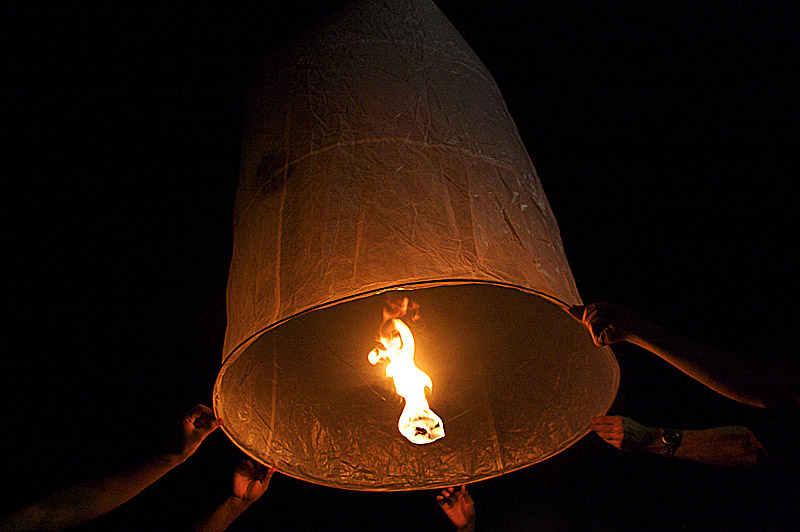
Lancio di una lanterna volante durante il festival Loi Kratong a Phuket in Thailandia

La lanterna va usata seguendo gli accorgimenti di sicurezza necessari ad evitare gli incendi e i disturbi al traffico aeroportuale, anche se il materiale non è particolarmente nocivo per l'ambiente. In espansione nei paesi occidentali dal 2006, essa è apprezzata in occasione di feste e matrimoni, ma per ragioni di sicurezza il suo uso viene sempre più regolamentato (e talvolta proibito) dalle varie autorità statali e locali, come per esempio in Svizzera. In Germania la maggior parte degli stati federali ha introdotto l'obbligo di permesso, che attualmente di solito non viene concesso. In Australia si è deciso un divieto provvisorio. Il rischio incendi è rappresentato dal pericolo della discesa della lanterna ancora accesa su prati, alberi (soprattutto conifere che a causa della resina prendono fuoco facilmente) e anche su balconi, tetti in legno, barche, ecc. Il vento in quota rende imprevedibile il luogo di ricaduta della lanterna. Nel dicembre 2016 nelle alture toscane una lanterna ha causato l'incendio di circa 160 ettari di bosco; il responsabile del lancio della lanterna è stato identificato e denunciato per incendio boschivo colposo..